# Халлисте (посёлок)
Ха́ллисте (эст. Halliste) — посёлок в волости Мульги уезда Вильяндимаа, Эстония.
До административной реформы местных самоуправлений Эстонии 2017 года был административным центром одноимённой волости.

## География
Расположен у шоссе Султси—Абья—Палуоя, в 20 километрах к юго-западу от уездного центра — города Вильянди. Высота над уровнем моря — 78 метров.

## Население
По данным переписи населения 2011 года, в Халлисте насчитывалось 329 жителей, из них 315 (95,7 %) — эстонцы.
В 2020 году в посёлке проживали 317 человек, из них 162 мужчины и 155 женщин; число детей в возрасте до 14 лет включительно — 52 человека, численность лиц работоспособного возраста (возраст 15—64 года) — 200, лиц пенсионного возраста (65 лет и старше) — 65 человек.
По данным переписи населения 2021 года, в посёлке проживали 316 человек, из них 302 (95,6 %) — эстонцы.
Численность населения посёлка Халлисте:
| Год  | 1979 | 1989  | 2000  | 2011  | 2017 | 2018  | 2019  | 2020  | 2021  |
| ---- | ---- | ----- | ----- | ----- | ---- | ----- | ----- | ----- | ----- |
| Чел. | 397  | ↗ 467 | ↘ 371 | ↘ 329 | 329  | ↘ 328 | ↘ 321 | ↘ 317 | ↘ 316 |

## История
Посёлок образовался в конце XIX века, когда в связи с увеличением спроса на льняное волокно и завершением строительства железной дороги Таллинн—Вильянди—Мыйзакюла в этом районе были созданы сельскохозяйственные предприятия и предприятия сферы услуг. Посёлок сформировался вокруг волостного дома Порнузе и железнодорожной станции Халлисте. Приход Халлисте впервые упомянут в 1504 году. Посёлок Халлисте до 1977 года официально назывался посёлком Ристи (эст. Risti alevik), по названию находившейся там ранее корчмы Ристи (упомянута в 1839 году). 

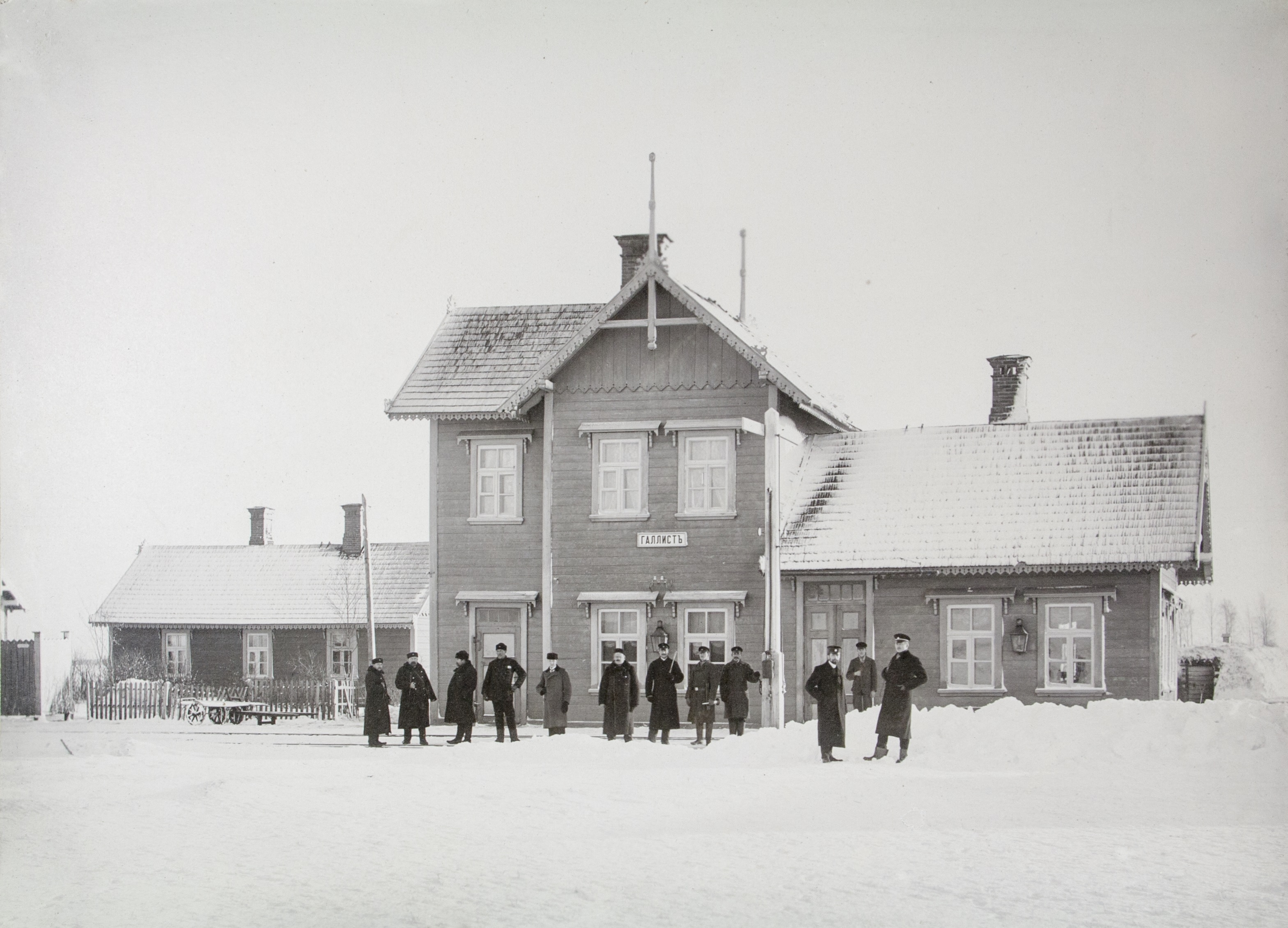
Железнодорожный вокзал Халлисте, 1910 год

В начале XX столетия здесь находились волостной дом Порнузе, маслобойня, было создано множество обществ и ассоциаций: ассоциация фермеров (1877 г.), ссудо-сберегательная ассоциация (1904 г.), молодёжная ассоциация (1907 г.), женская ассоциация (1910 г.), льноводческое объединение (1920 г.), хозяйственный союз (1920 г.) и др.
В 1977 году, в период кампании по укрупнению деревень, посёлок Ристи и деревня Алисте были объединены в единый посёлок Халлисте. В советское время Халлисте был центром совхоза «Халлисте».

## Инфраструктура
В посёлке работают магазин торговой сети «Coop», народный дом, библиотека и дом престарелых «Mulgi Häärber». Основная школа Халлисте и детский сад находятся на территории деревни Порнузе; там же находятся Халлистеская церковь Святой Анны и восстановленный в 1996 году памятник Эстонской освободительной войне (внесены в Государственный регистр памятников культуры Эстонии).

## Известные личности
- Раннап, Яан — эстонский детский писатель. Родился в Халлисте.
- Китцберг, Аугуст — эстонский писатель и драматург. Работал в расположенном на территории посёлка Халлисте волостном доме Порнузе.